# Технический
Технический — поселок в Щёкинском районе Тульской области в составе Огарёвского сельского поселения.

## География
Находится в центральной части Тульской области на расстоянии 14 км на юго-восток от города Щёкино, административного центра района, на левом берегу реки Упа.

## История
Поселок был отмечен уже только на карте 1988 года.

## Население
Постоянное население составляло 5 человек (русские 100 %) в 2002 году, 2 в 2010.